# Phlebotomus fertei
Phlebotomus fertei är en tvåvingeart som beskrevs av Depaquit, Leger och Robert 2002. Phlebotomus fertei ingår i släktet Phlebotomus och familjen fjärilsmyggor.
Artens utbredningsområde är Madagaskar. Inga underarter finns listade i Catalogue of Life.